# Amphidromus cognatus
Amphidromus cognatus là một loài ốc sống trên cạn bản địa Úc.

## Phân loại
Vị trí phân chi của loài là Incertae sedis.

## Miêu tả
Amphidromus cognatus có vỏ, lớn với chiều dài từ 21–33 mm (0.8–1.3 inches) và đường kính từ 12–17 mm (0.5–0.7 inches). 

## Phân bố
Amphidromus cognatus chỉ được tìm thấy ở ở khu vực phân bố địa lý hạn chế ở Lãnh thổ Bắc Úc.
Loài được mô tả lần đầu năm 1907, từ ba mẫu vật tìm thấy ở Port Essington trên bán đảo Cobourg trước năm 1850.

## Tình trạng bảo tồn
Amphidromus cognatus được xem là loài sắp bị đe dọa bởi IUCN. Loài này không được liệt kê trong danh mục động vật bị đe dọa của chính phủ Úc nhưng chính quyền Lãnh thổ Bắc Úc xem nó là loài dễ thương tổn.